# David Hosp
David Hosp (* in New York City) ist ein US-amerikanischer Autor von Kriminalromanen.
Er studierte am Dartmouth College und an der London School of Economics. Danach ging er an die George Washington University Law School. Nach seinem Abschluss arbeitete er als Rechtsanwalt in einer Kanzlei in Boston. In seiner Freizeit begann er mit dem Schreiben von Kriminalromanen. Bereits mit seiner ersten Veröffentlichung Dark Harbor schaffte er 2005 den internationalen Durchbruch. Das Buch wurde für den Barry Award als bestes Erstlingswerk nominiert. David Hosp ist verheiratet und hat zwei Kinder.

## Werke
- 2005 Dark Harbor – (2007 Die Tote im Wasser)
- 2006 The Betrayed – (2008 Pakt des Schweigens)
- 2007 Innocence  – (2009 Tod in Boston)
- 2010 Among Thieves